# Географія Лаосу
Лаос — південносхідноазійська країна, що знаходиться на Індокитайському півострові й не має виходу до моря . Загальна площа країни 236 800 км² (84-те місце у світі), з яких на суходіл припадає 230 800 км², а на поверхню внутрішніх вод — 6 тис. км². Площа країни майже у 3 рази менша за площу України. 

## Назва
Офіційна назва — Лаоська Народно-Демократична Республіка, Лаос, ЛНДР (лаос. ສາທາລະນະລັດ ປະຊາທິປະໄຕ ປະຊາຊົນລາວ, ປະເທດລາວ Саталаналат Пахатіпатай Пахахон Лоа, Патет Лао). Назва країни походить від етноніму лаосців — «лао» (лаос. ລາວ) з часів французького панування у XIX сторіччі. Сам етнонім походить, можливо, від давнього індійського імені Лава (लव), одного з двох синів-близнюків бога Рами. Термін може походити також від давньокитайської назви тайської етнічної групи, до якої належать і лаосці — Ай-Лао (лаос. ອ້າຽລາວ, кит.: 哀牢, в'єт. ai lao). Давня назва країни — Лан Ханґ (лаос. ລ້ານຊ້າງ), що означає Землю мільйона слонів. Інша назва країни — Муанґ Лао (лаос. ເມືອງລາວ) означає країну народу лао.

## Географічне положення

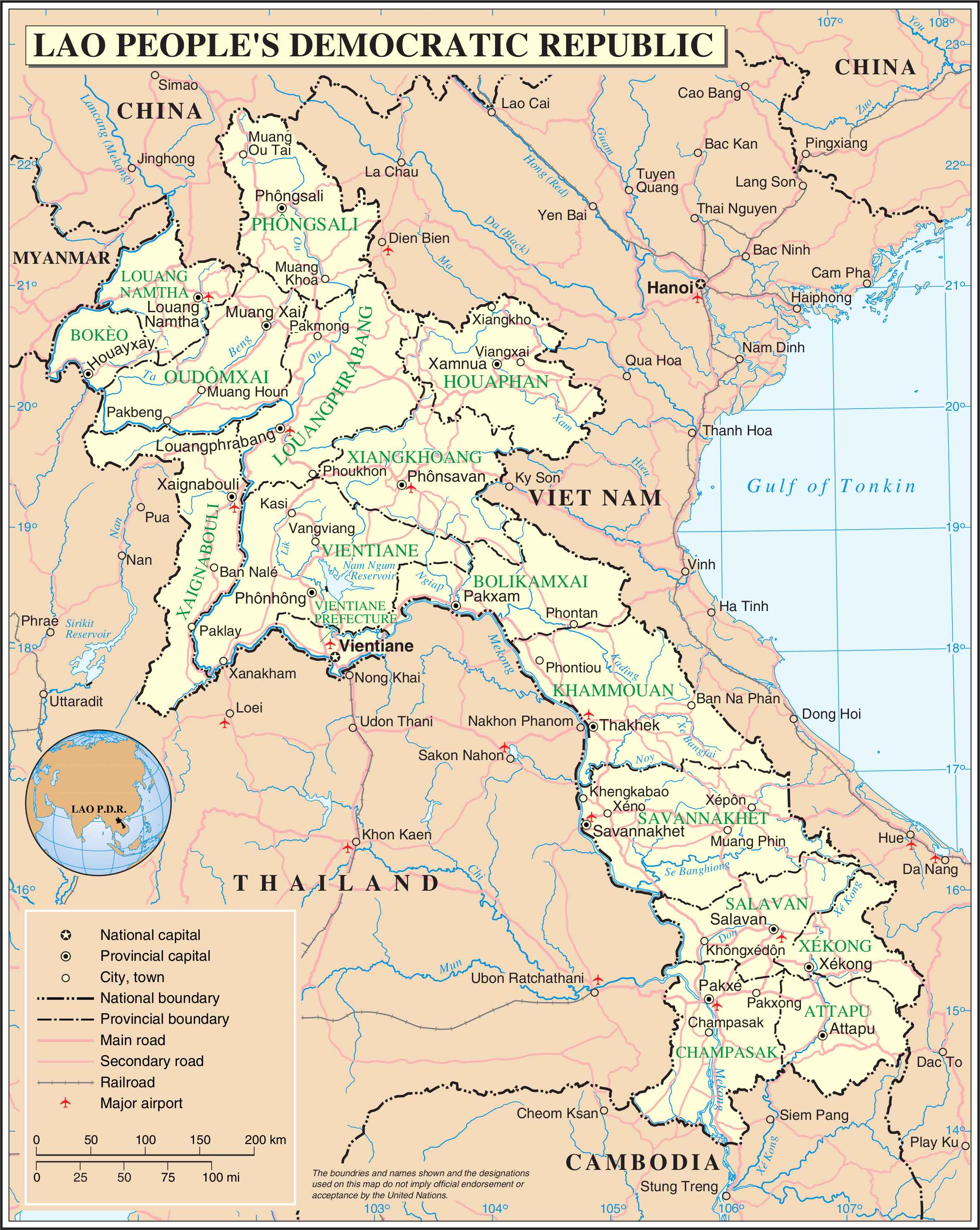
Карта Лаосу від ООН (англ.)
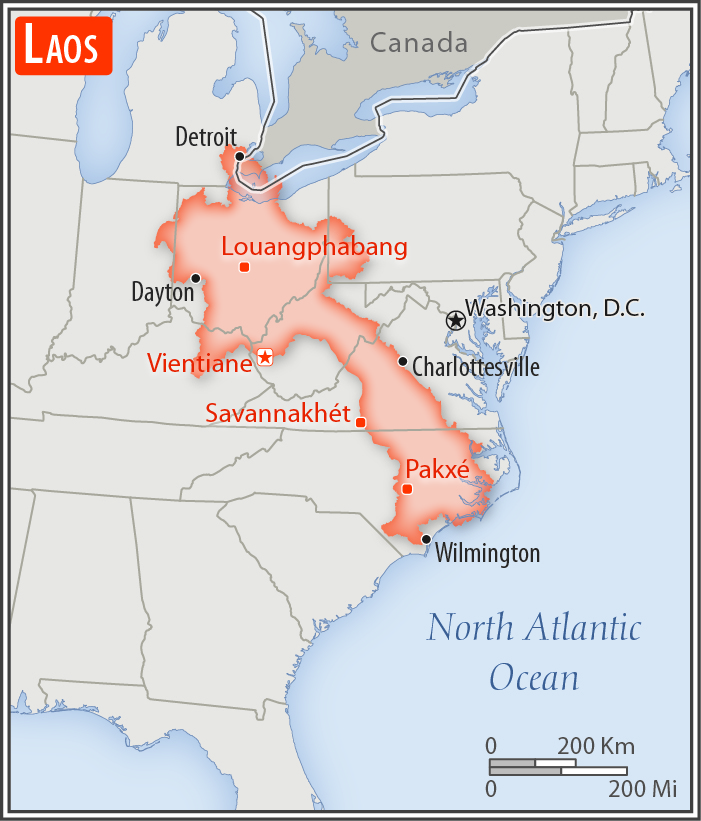
Порівняння розмірів території Лаосу та США

Лаос — південносхідноазійська країна, що межує з п'ятьма іншими країнами: на північному заході — з М'янмою (спільний кордон — 238 км), на півдні — з Камбоджею (555 км), на півночі — з Китаєм (475 км), на заході — з Таїландом (1845 км), на сході — з В'єтнамом (2161 км). Загальна довжина державного кордону — 5274 км. Державний кордон проходить в основному по гребенях гір, а значна дільниця кордону з Таїландом річкою Меконг. Країна не має виходу до вод Світового океану.

### Час
Час у Лаосі: UTC+7 (+5 годин різниці часу з Києвом).

## Геологія
Гори складені переважно гранітами, гнейсами і порізані глибокими ущелинами, по яких протікають численні річки. Гірські хребти чергуються з плато складеними, пісковиками і вапняками.

### Корисні копалини
Надра Лаосу багаті на ряд корисних копалин: гіпс, олово, золото, коштовне каміння.

## Рельєф
Лаос — переважно гірська країна. Середні висоти — 710 м; найнижча точка — уріз вод річки Меконг (70 м); найвища точка — гора Пхубіа або Біа (2817 м). Гори порізані глибокими ущелинами, по яких протікають численні річки. Гірські хребти чергуються з плато, на півночі — плато Сіангкхуанг (висота до 2820 м), на сході — південно-західні схили хребта Чионгшон, на півдні — плато Боловен. Вздовж річки Меконг, однієї з найбільших азійських річок, розташована низовина. 

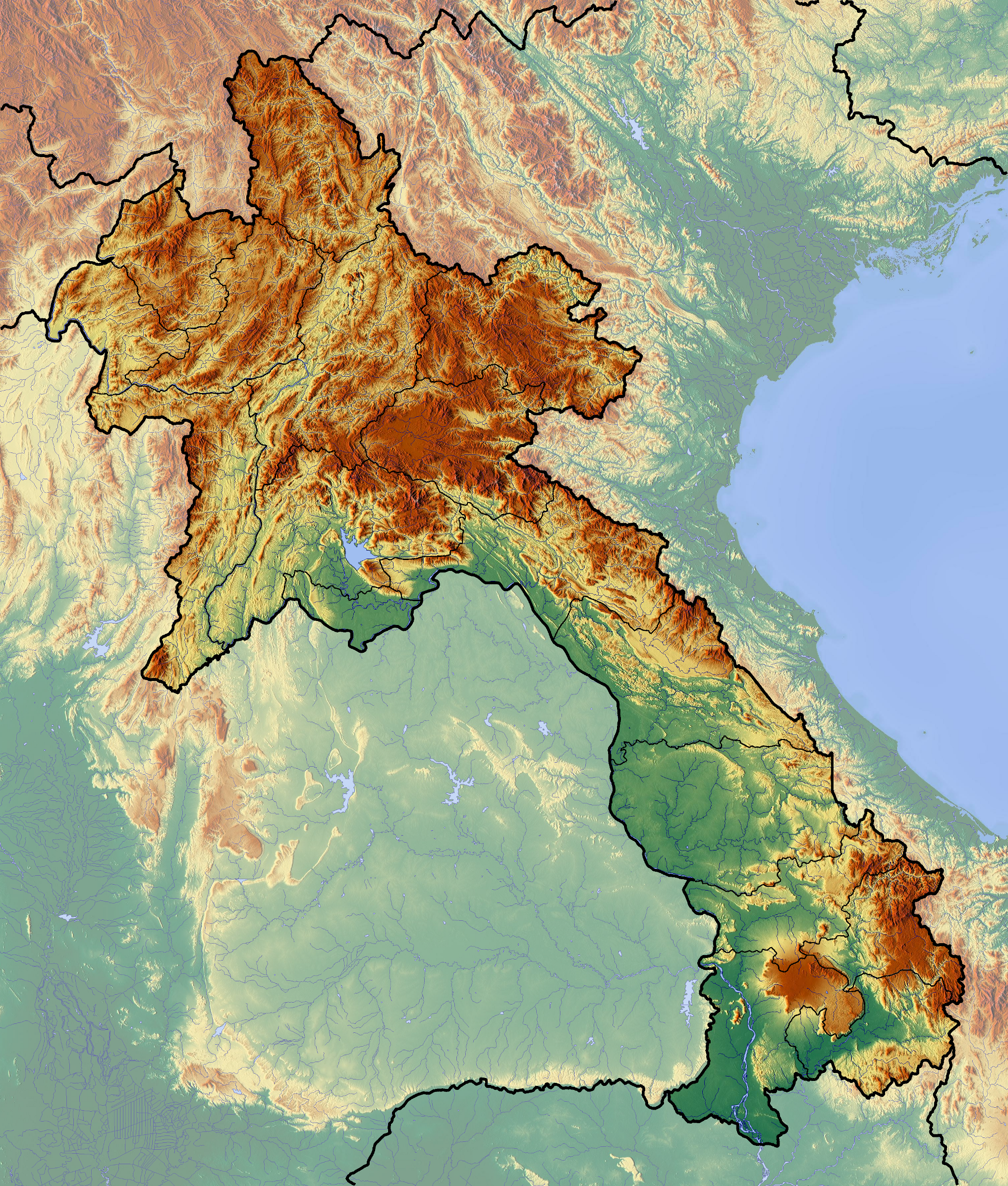
Рельєф Лаосу
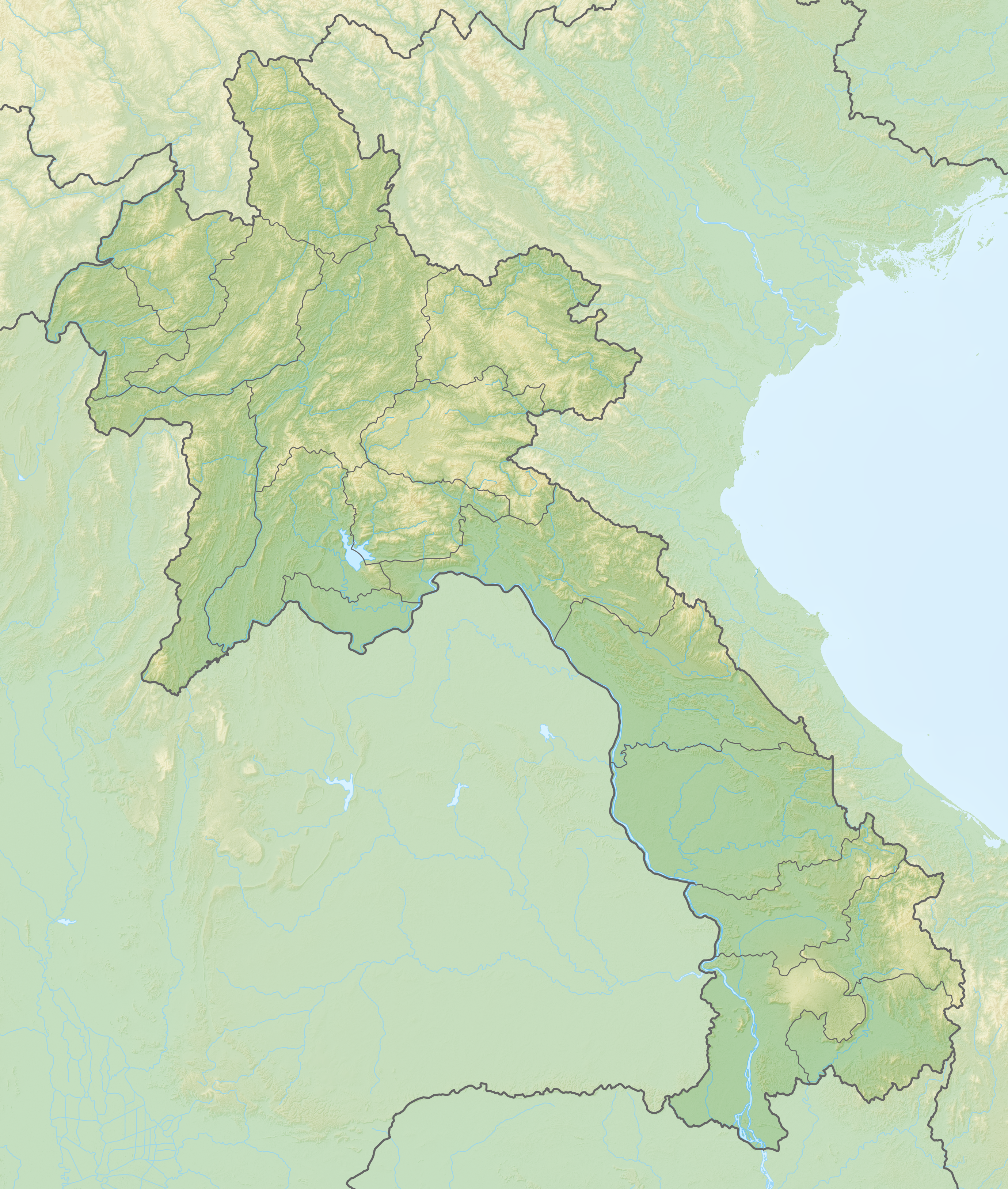
Рельєф Лаосу
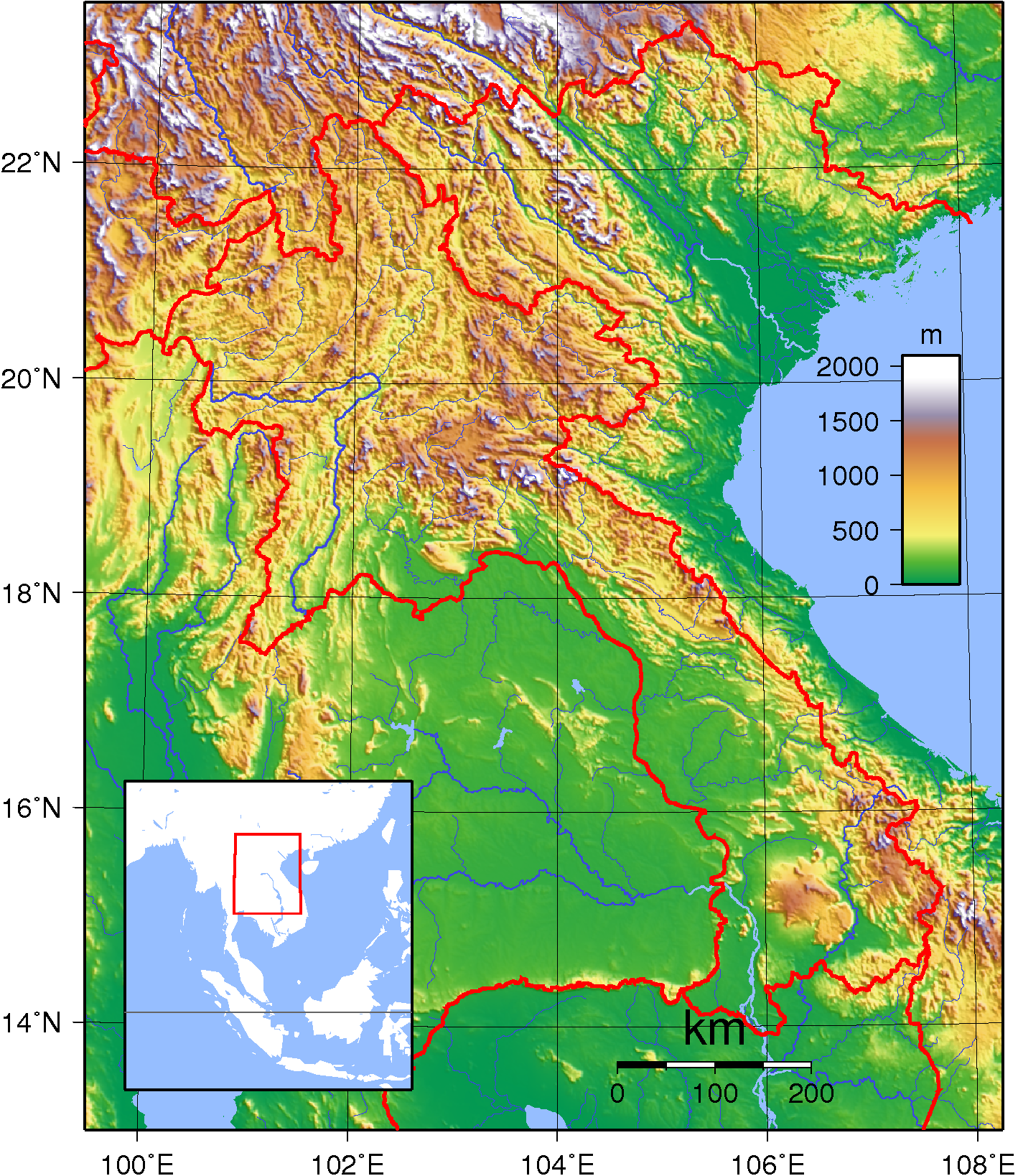
Гіпсометрична карта Лаосу
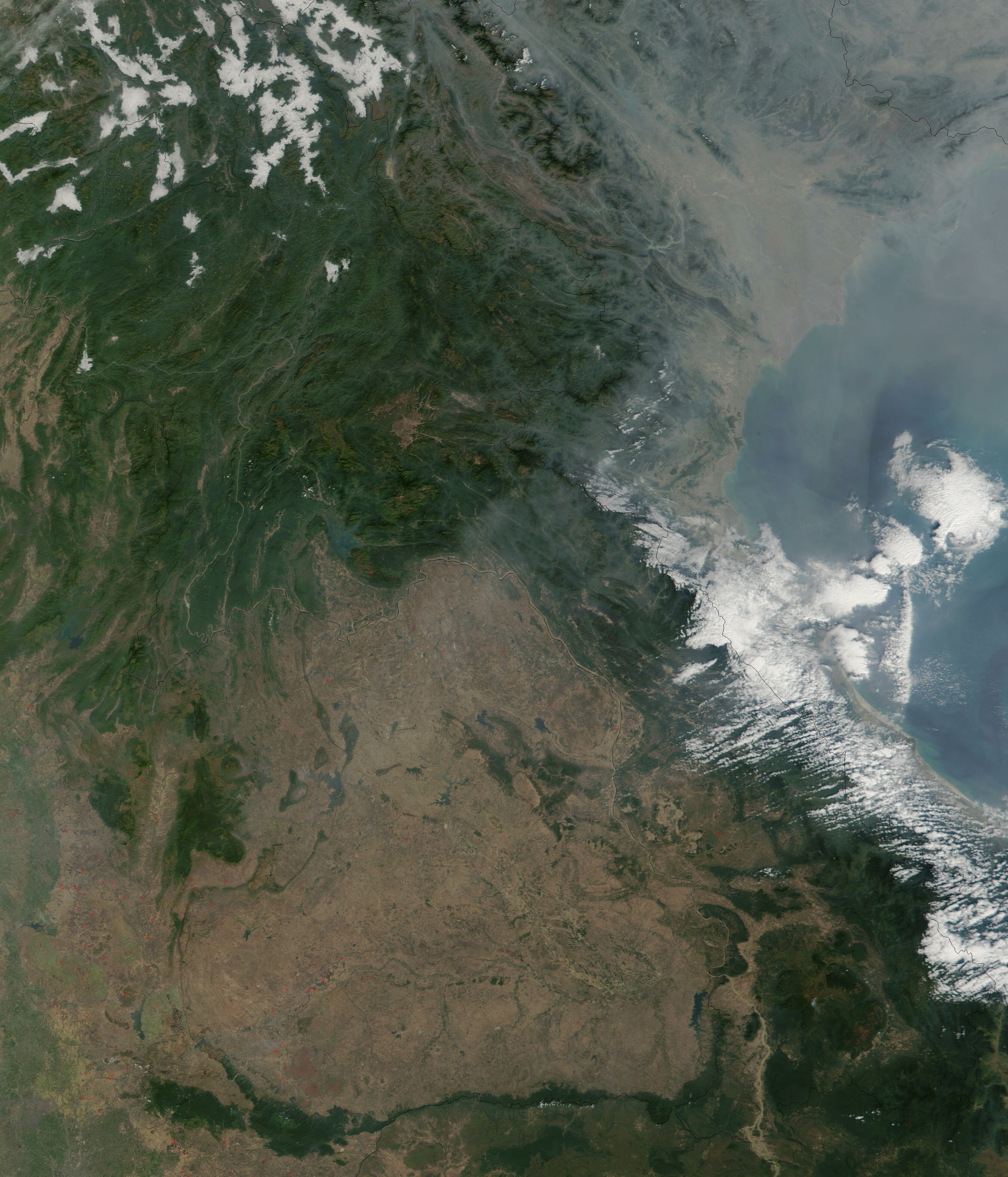
Супутниковий знімок поверхні країни
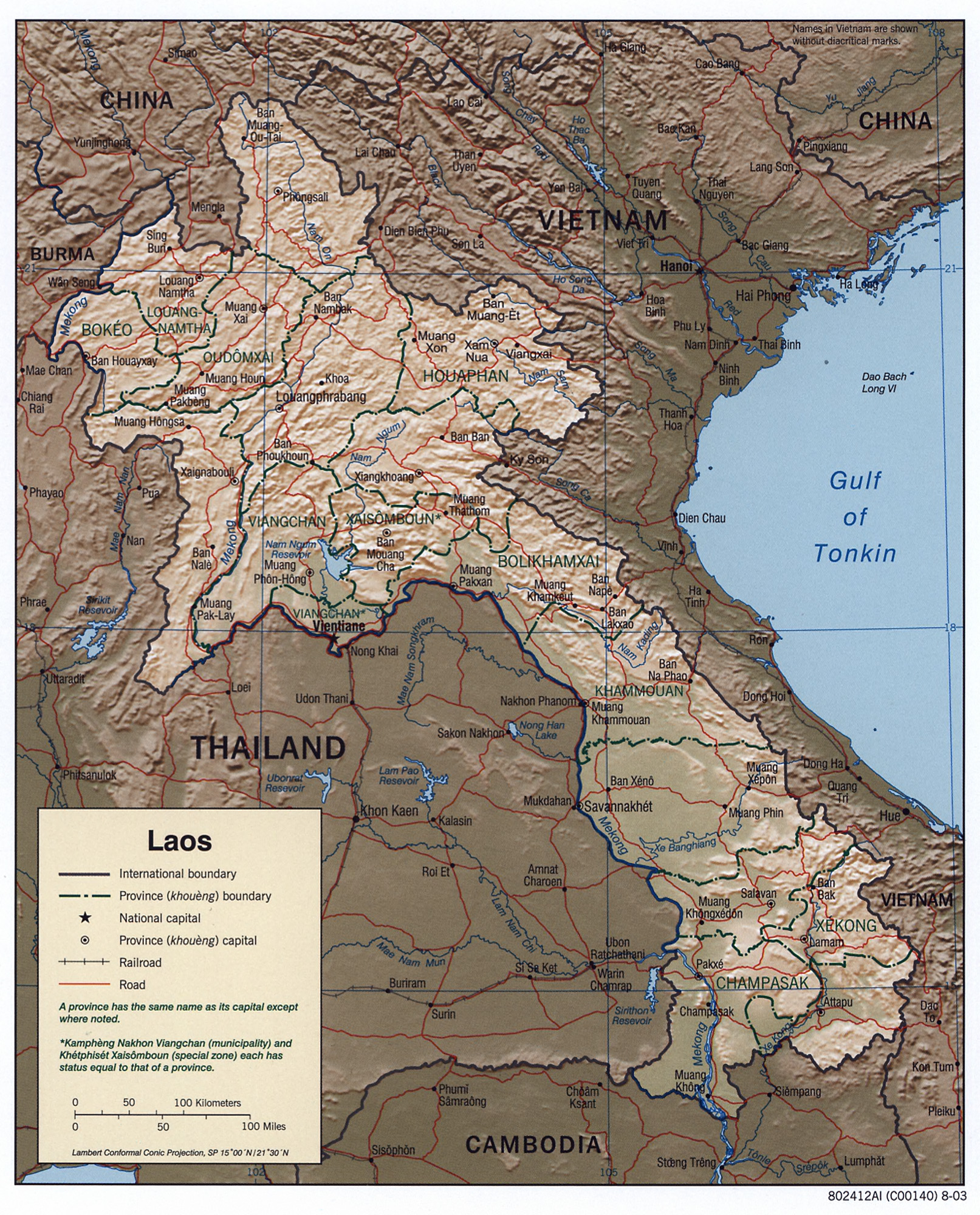
Карта країни (англ.)

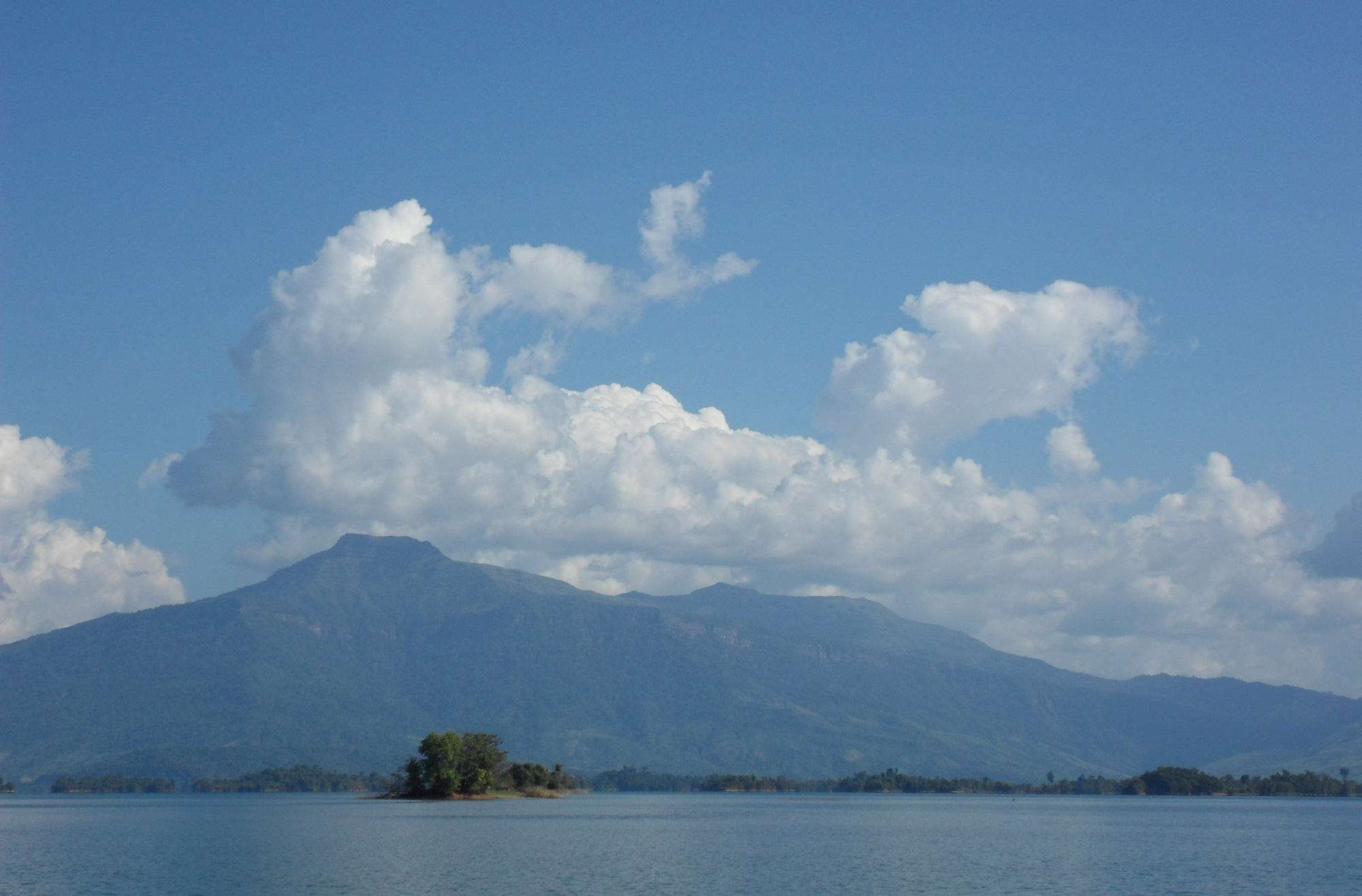
Гора Пхубіа
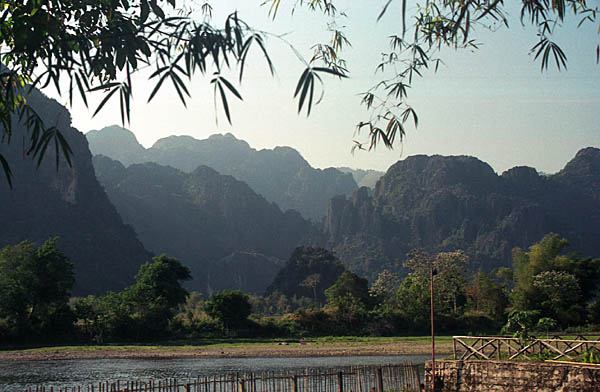
Типовий гірський рельєф

## Клімат
Територія Лаосу лежить у субекваторіальному кліматичному поясі. Влітку переважають екваторіальні повітряні маси, взимку — тропічні. Влітку вітри дмуть від, а взимку до екватора. Сезонні амплітуди температури повітря незначні, зимовий період не набагато прохолодніший за літній. Зволоженя достатнє, у літньо-осінній період з морів та океанів часто надходять руйнівні тропічні циклони, вдалині від моря взимку може відзначатись більш сухий сезон. Виділяють три сезони: чітко виражений вологий спекотний — з травня по жовтень, сухий прохолодний — з листопада по лютий, і спекотний сухий — в березні-квітні. Мусон вторгається практично одночасно на всю територію Лаосу.

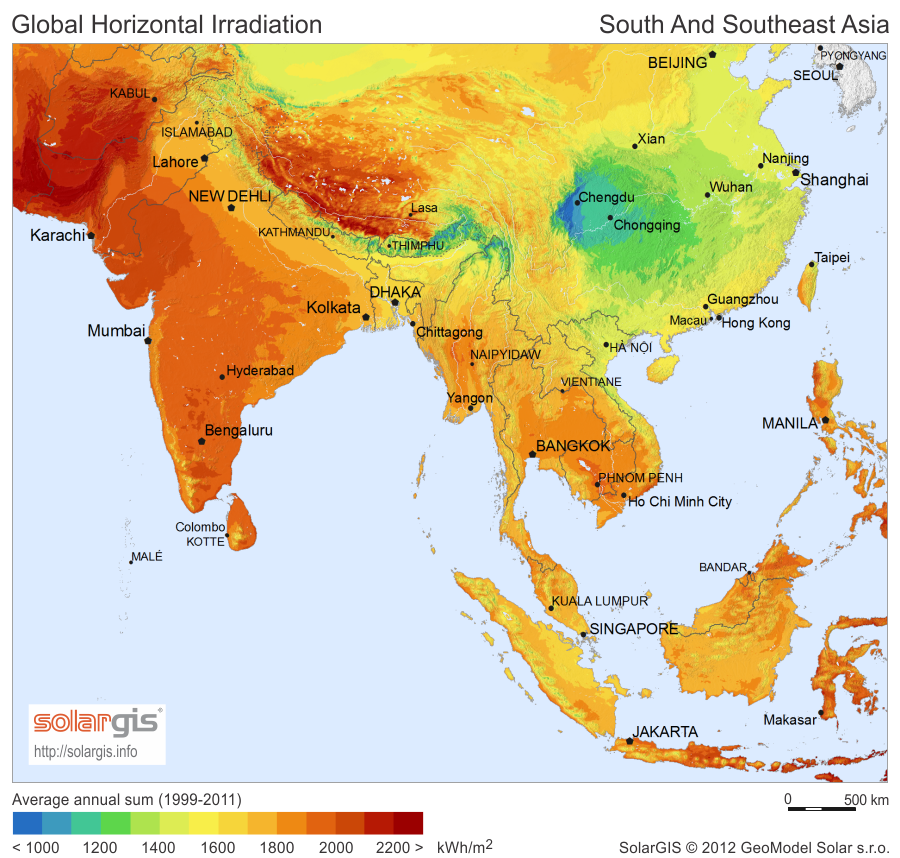
Сонячна радіація (англ.)
Кліматична карта Лаосу (за Кеппеном)
Кліматограма Вьєнтьяна

Лаос є членом Всесвітньої метеорологічної організації (WMO), в країні ведуться систематичні спостереження за погодою.

## Внутрішні води
Загальні запаси відновлюваних водних ресурсів (ґрунтові і поверхневі прісні води) становлять 333,5 км³. Станом на 2012 рік в країні налічувалось 3,1 тис. км² зрошуваних земель.

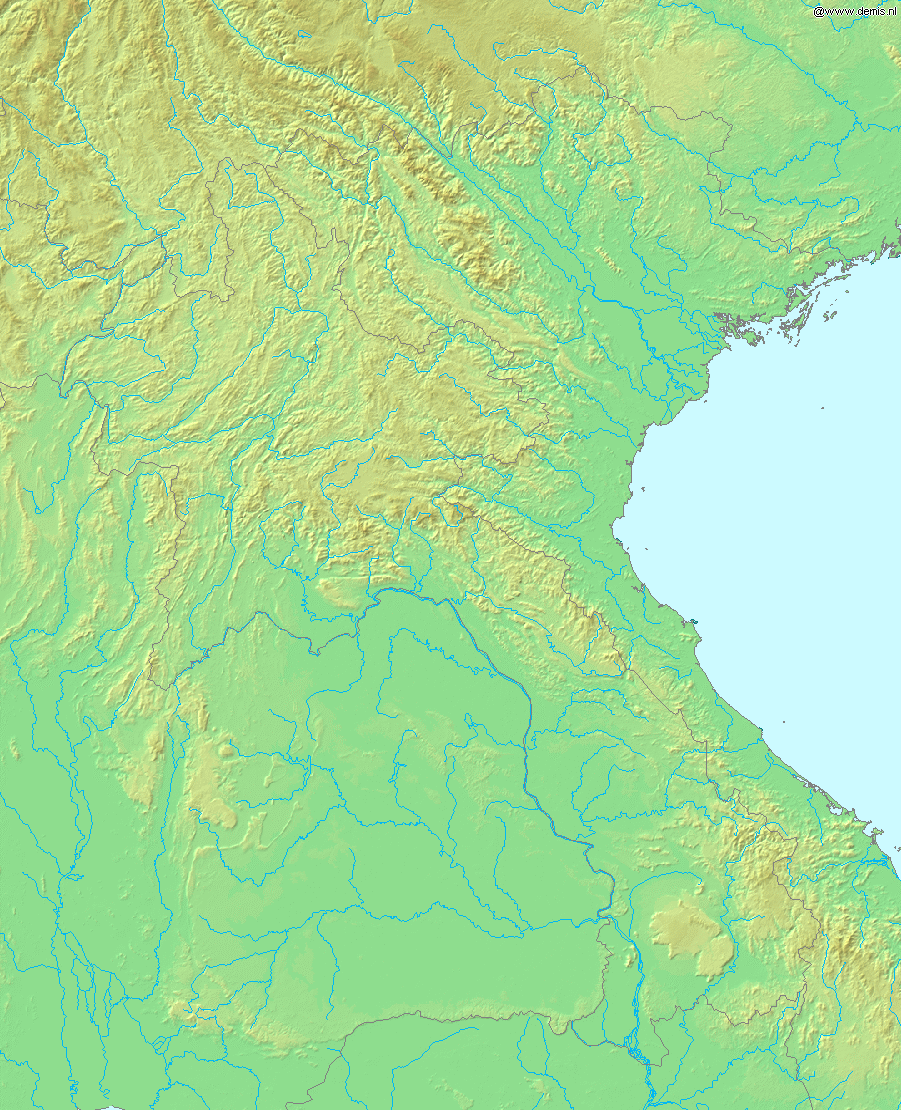
Гідрографічна мережа Лаосу
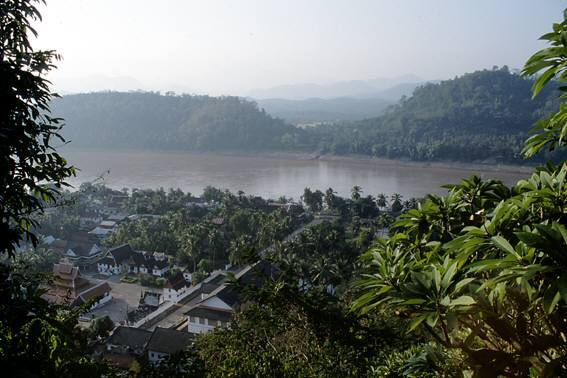
Річка Меконг
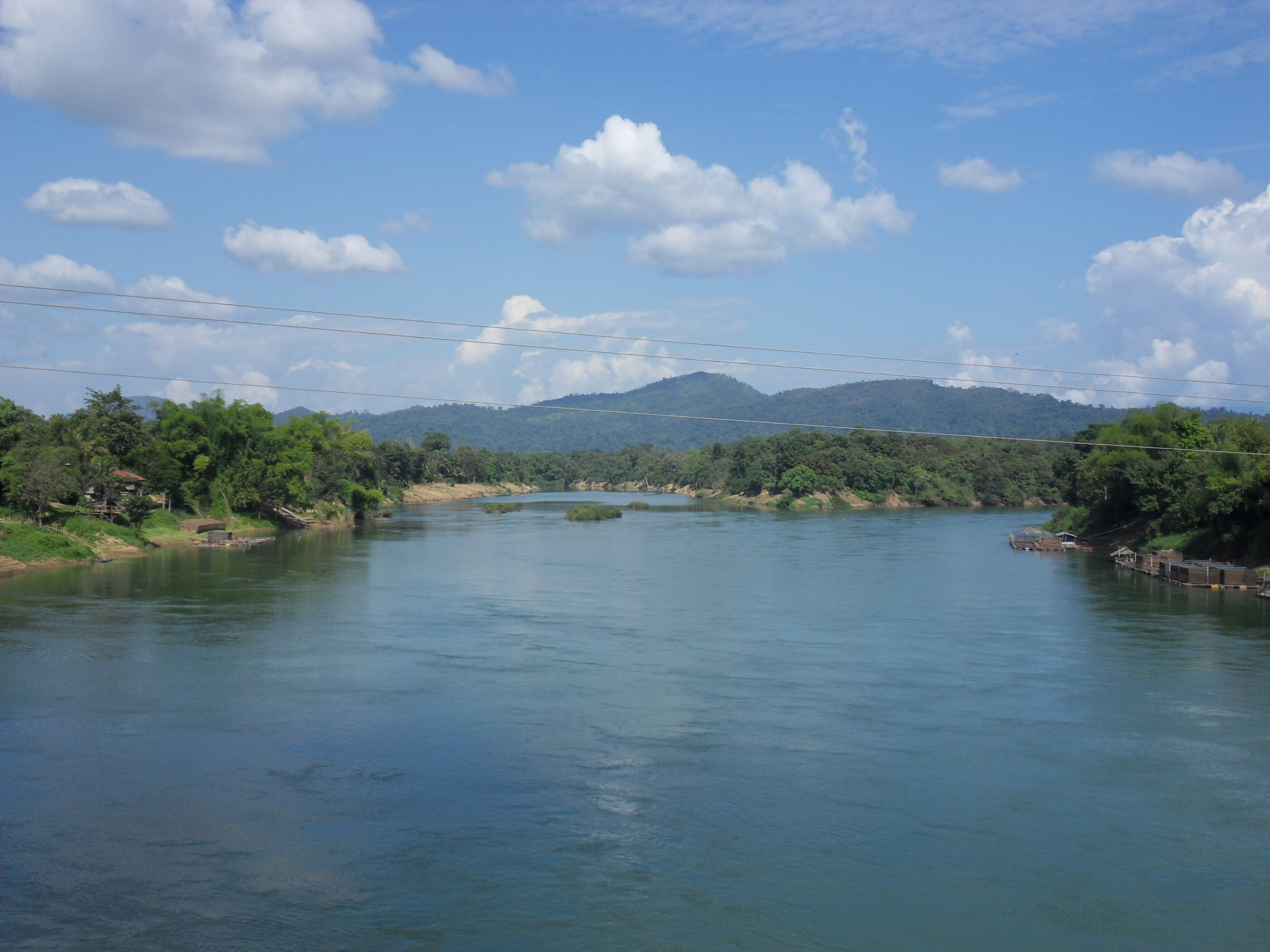
Річка Нам-Нгум

### Річки
Річки країни належать басейну Південнокитайського моря Тихого океану. Найбільші річки: Меконг, що місцями судноплавна, та її притоки Тха, У, Лик, Нгум, Бангфай, Бангхіанг, Дон, Конг, Тхен.

## Ґрунти
У країні найпоширеніші гірські латеритні ґрунти.

## Рослинність
Земельні ресурси Лаосу (оцінка 2011 року):
- придатні для сільськогосподарського обробітку землі — 10,6 %,
  - орні землі — 6,2 %,
  - багаторічні насадження — 0,7 %,
  - землі, що постійно використовуються під пасовища — 3,7 %;
- землі, зайняті лісами і чагарниками — 67,9 %;
- інше — 21,5 %[1].

## Тваринний світ
У зоогеографічному відношенні територія країни належить до Індокитайської провінції Індійсько-Індокитайської підобласті Індо-малайської області.

## Охорона природи
Лаос є учасником ряду міжнародних угод з охорони навколишнього середовища:
- Конвенції про біологічне різноманіття (CBD),
- Рамкової конвенції ООН про зміну клімату (UNFCCC),
- Кіотського протоколу до Рамкової конвенції,
- Конвенції ООН про боротьбу з опустелюванням (UNCCD),
- Конвенції про міжнародну торгівлю видами дикої фауни і флори, що перебувають під загрозою зникнення (CITES),
- Конвенції про заборону військового впливу на природне середовище (ENMOD),
- Конвенції з міжнародного морського права,
- Монреальського протоколу з охорони озонового шару[1].

## Стихійні лиха та екологічні проблеми
На території країни спостерігаються небезпечні природні явища і стихійні лиха: повіді, посухи.
Серед екологічних проблем варто відзначити:
- нерозміновані території;
- знеліснення;
- ерозію ґрунтів;
- більшість населення країни не має доступу до якісних ресурсів питної води.

## Фізико-географічне районування
У фізико-географічному відношенні територію Лаосу можна розділити на _ райони, що відрізняються один від одного рельєфом, кліматом, рослинним покривом: .

### Українською
- Атлас світу / голов. ред. І. С. Руденко ; зав. ред. В. В. Радченко ; відп. ред. О. В. Вакуленко. — К. : ДНВП «Картографія», 2005. — 336 с. — ISBN 9666315467.
- Атлас. 7 клас. Географія материків і океанів / Укладачі О. Я. Скуратович, Н. І. Чанцева. — К. : ДНВП «Картографія», 2014.
- Бєлозоров С. Т. Географія материків. — К. : Вища школа, 1971. — 371 с.
- Барановська О. В. Фізична географія материків і океанів : навч. посіб. для студентів ВНЗ : [у 2 ч.]. — Н. : Ніжинський державний університет ім. Миколи Гоголя, 2013. — 306 с. — ISBN 978-617-527-106-3.
- Лаос // Гірничий енциклопедичний словник : [у 3-х тт.] / за ред. В. С. Білецького. — Д. : Східний видавничий дім, 2004. — Т. 3. — 752 с. — ISBN 966-7804-78-X.
- Дубович І. А. Країнознавчий словник-довідник. — 5-те вид., перероб. і доп. — К. : Знання, 2008. — 839 с. — ISBN 978-966-346-330-8.
- Панасенко Б. Д. Фізична географія материків : навч. посіб. : в 2 ч. — В. : ЕкоБізнесЦентр, 1999. — 200 с.
- Фізична географія материків та океанів : підруч. для студ. вищ. навч. закл. : у 2 т / за ред. П. Г. Шищенка. — К. : Видавництво Київського нац. ун-т ім. Т. Шевченка, 2009. — Т. 1. : Азія. — 643 с. — ISBN 978-966-439-257-7.
- Юрківський В. М. Регіональна економічна і соціальна географія. Зарубіжні країни: Підручник. — 2-ге. — К. : Либідь, 2001. — 416 с. — ISBN 966-06-0092-5.

### Англійською
- (англ.) Graham Bateman. The Encyclopedia of World Geography. — Andromeda, 2002. — 288 с. — ISBN 1871869587.

### Російською
- (рос.) Авакян А. Б., Салтанкин В. П., Шарапов В. А. Водохранилища. — М. : Мысль, 1987. — 326 с. — (Природа мира)
- (рос.) Алисов Б. П., Берлин И. А., Михель В. М. Курс климатологии [в 3-х тт.] / под. ред. Е. С. Рубинштейн. — Л. : Гидрометеоиздат, 1954. — Т. 3. Климаты земного шара. — 320 с.
- (рос.) Апродов В. А. Зоны землетрясений. — М. : Мысль, 2010. — 462 с. — (Природа мира) — ISBN 978-5-244-01122-7.
- (рос.) Букштынов А. Д., Грошев Б. И., Крылов Г. В. Леса. — М. : Мысль, 1981. — 316 с. — (Природа мира)
- (рос.) Власова Т. В. Физическая география материков. С прилегающими частями океанов. Евразия, Северная Америка. — 4-е, перераб. — М. : Просвещение, 1986. — 417 с.
- (рос.) Гвоздецкий Н. А. Карст. — М. : Мысль, 1981. — 214 с. — (Природа мира)
- (рос.) Гвоздецкий Н. А., Голубчиков Ю. Н. Горы. — М. : Мысль, 1987. — 400 с. — (Природа мира)
- (рос.) Географический энциклопедический словарь: географические названия / под. ред. А. Ф. Трёшникова. — 2-е изд., доп. — М. : Советская энциклопедия, 1989. — 585 с. — ISBN 5-85270-057-6.
- (рос.) Исаченко А. Г., Шляпников А. А. Ландшафты. — М. : Мысль, 1989. — 504 с. — (Природа мира) — ISBN 5-244-00177-9.
- (рос.) Словарь современных географических названий / под общей редакцией акад. В. М. Котлякова. — Екатеринбург : У-Фактория, 2006.
- (рос.) Лобова Е. В., Хабаров А. В. Почвы. — М. : Мысль, 1983. — 304 с. — (Природа мира)
- (рос.) Максаковский В. П. Географическая картина мира. Книга I: Общая характеристика мира. — М. : Дрофа, 2008. — 495 с. — ISBN 978-5-358-05275-8.
- (рос.) Максаковский В. П. Географическая картина мира. Книга II: Региональная характеристика мира. — М. : Дрофа, 2009. — 480 с. — ISBN 978-5-358-06280-1.
- (рос.) Лаос // Поспелов Е. М. Топонимический словарь. — М. : АСТ, 2005. — 229 с. — ISBN 5-17-016407-6.
- (рос.) Пфеффер П. Азия. — М. : Прогресс, 1982. — 316 с. — (Континенты, на которых мы живем)
- (рос.) География / под ред. проф. А. П. Горкина. — М. : Росмэн-Пресс, 2006. — 624 с. — (Современная иллюстрированная энциклопедия) — ISBN 5-353-02443-5.
- (рос.) Физико-географический атлас мира. — М. : Академия наук СССР и Главное управление геодезии и картографии ГУГК СССР, 1964. — 298 с.
- (рос.) Энциклопедия стран мира / глав. ред. Н. А. Симония. — М. : НПО «Экономика» РАН, отделение общественных наук, 2004. — 1319 с. — ISBN 5-282-02318-0.